# Sospita polyphemus
Sospita polyphemus är en fjärilsart som beskrevs av Lambertus Johannes Toxopeus 1944. Sospita polyphemus ingår i släktet Sospita och familjen juvelvingar. Inga underarter finns listade i Catalogue of Life.